# MONDAY FREAK (Miss Mondayの曲)
「MONDAY FREAK」はラッパーMiss Mondayのメジャーファーストシングルである。2001年11月21日発売。

## 概要
ジャマイカでのレコーディングなど約一年の準備を要し完成させたメジャー第一弾シングル。メジャー作品にもかかわらずフック(サビ)に歌詞／歌がないという楽曲になっている。

## 収録曲
1. MONDAY FREAK
2. ミュージックガンボ
3. 真夏のシナリオ
4. MONDAY FREAK (remix)

## 収録アルバム
- オリジナル『Free ya』（2002年3月6日）